# Pallejà
Pallejà est une commune espagnole de Catalogne, située dans la province de Barcelone et la comarque du Baix Llobregat.

## Géographie
La commune est située dans l'aire métropolitaine de Barcelone, à 19 km à l'ouest de la capitale catalane.

## Personnalités liées à la commune
- Itziar Castro (1977-2023), comédienne, est originaire de la ville[1].